# Bouillon
 Bouillon  es una población y comuna francesa, en la región de Aquitania, departamento de Pirineos Atlánticos, en el distrito de Pau y cantón de Arzacq-Arraziguet.

## Demografía
| 112 | 122 | 124 | 101 | 97 | 98 |
| Para los censos de 1962 a 1999 la población legal corresponde a la población sin duplicidades (Fuente: INSEE [Consultar]) |     |     |     |    |    |